# Hydropsyche complicata
Hydropsyche complicata är en nattsländeart som beskrevs av Banks 1939. Hydropsyche complicata ingår i släktet Hydropsyche och familjen ryssjenattsländor. Inga underarter finns listade i Catalogue of Life.